# ديجراديه
ديجراديه المعروف باسم قصّة الشّعر المتدرّجة هو فيلم درامي فلسطيني من إخراج الأخوان التوأم عرب وطرزان ناصر (المعروفين أيضًا باسم: محمد وأحمد أبو ناصر). وإنتاج فلسطيني فرنسي مشترك، وهو واحد من أهم الأفلام العربية المثيرة للجدل، التي أحدثت ضجة كبيرة في السينما العربية، لتنتقل فيما بعد إلى السينما الغربية، وقد حظي بنسب مشاهدات عالية جدا، وقد تابعه عدد كبير من المشاهدين في كافة أنحاء الوطن العربي. ويرجع ذلك إلى أحداثه المثيرة للمشاعر وقضيته التي تحكي المعاناة والحصار الذي يتعرض له الشعب الفلسطيني. وقد اختير للمنافسة في قسم الأسبوع الدولي للنقاد في مهرجان كان السينمائي 2015.

## عن الفيلم
ديجراديه الفلم المصنفه أحداثه ضمن الأحداث المثيرة التي حازت على الكثير من المشاهدات، والذي تسابق على جائزة الكاميرة الذهبية التي تمنح لأفضل مخرج، خظي على اهتمام كافة المشاهدين والنقاد. وتدور أحداثه في قطاع غزة، المحاصر من قبل الاحتلال الإسرائيلي منذ عام 2007، وقصته تحاكي الأوضاع التي يعاني منها قطاع غزة، ويناقش ذلك أحاديث وحوارات تدور بين 13 امراة اضطررن إلى البقاء في صالون تجميل تملكه امرأة روسية متزوجة من فلسطيني، وتنتهي هذه الأحداث بحالات شلل مختلفة. عرض الفيلم في بعض المدن الفرنسيّة بعد أن لاقى ترحابًا كبيرًا خلال مشاركته في مهرجان كان السينمائي حيث تنافس مع مجموعة أفلام عالميّة على جائزة الكاميرا الذّهبيّة، وهو أوّل تجربة فيلم روائيّ طويل للمُخْرِجَيْن، أرادا من خلاله اقتحام خصوصيّة المكان المنهك، حيث تتشابه الأيّام ويخنقها حصارها الطّويل.

## الممثلين
- هيام عباس
- سميرة عسير في دور فاطمة
- فيكتوريا باليتسكا في دور كريستين
- ريا الخطيب في دور ربا
- رنيم داود في دور مريم
- منال عوض
- دينا شحيبر
- ميسا عبد الهادي
- هدى الإمام
- وداد الناصر با
- ميرنا سخلة

## روابط خارجية
- Dégradé  في قاعدة بيانات الأفلام على الإنترنت (بالإنجليزية)